# 刺舞蛛
刺舞蛛（学名：Alopecosa aculeata）为狼蛛科舞蛛属的动物。分布于全北区以及中国大陆的新疆等地。该物种的模式产地在欧洲。

## 亚种
- β刺舞蛛（学名：Alopecosa aculeata β），塔瑪蘭·索雷爾于1872年命名。在中国大陆，分布于甘肃等地。[2]